# Вулиця Володимира Винниченка (Малин)
Ву́лиця Володи́мира Винниче́нка — вулиця Малина. Пролягає від фабричного мосту через річку Іршу до північно-західної межі міста. Є частиною територіального автомобільного шляху Т 0608 Овруч — Малин — Радомишль. Зветься на честь українського письменника, політика і державного діяча — Володимира Винниченка.
Прилучаються: вулиці Михайла Грушевського, Героїв Крут, Соборна площа, вулиці Тараса Шевченка, Миколи Лисенка, Валерія Залужного, Полку "Азов", Дорошок, Черешнева, Добробатів, Корольова, Поліська, Пиріжківська, Іршанська, Слобідська, Дібрівська, Українських повстанців.
Одна з головних транспортних артерій Малина. На вулиці, в районі зі старовинною назвою Задрипанка стоїть автовокзал.
Вулиця відома з XIX століття. Тоді вона була частиною Радомишльської вулиці, яку 1922 року розділили річкою Ірша, правобережна частина якої тепер називається вулиця Івана Мазепи, а лівобережна тоді дістала назву Карла Лібкнехта, а 1992 року — Володимира Винниченка.

## Об'єкти
- № 21 — Управління Держземагентства у Малинському районі Житомирської області
- Міський центр дитячої творчості
- № 43 — Автостанція

## Виноски
1. ↑  Топоніми Малина [Архівовано 18 жовтня 2012 у Wayback Machine.] на сайті Мій Малин) [Архівовано 17 серпня 2012 у Wayback Machine.]
2. ↑  Вулиці Малина [Архівовано 22 листопада 2017 у Wayback Machine.] на сайті Мій Малин) [Архівовано 17 серпня 2012 у Wayback Machine.]